# W stronę Krainy Łagodności
W stronę Krainy Łagodności – seria albumów wydana nakładem Agencji Inicjatyw Artystycznych „Cytryna” i EMI Music Poland, kontynuacja serii Kraina Łagodności. Na płytach z serii W stronę Krainy Łagodności znajdują się piosenki literackie w wykonaniu mistrzów gatunku, a także utwory artystów młodego pokolenia nagradzanych na festiwalach.
W stronę Krainy Łagodności to także tytuł audycji prowadzonej niegdyś w czwartkowe wieczory na antenie internetowego Radia Aspekt przez Magdę Turowską (właścicielkę wspomnianej wyżej AIA „Cytryna”).

## W stronę Krainy Łagodności – vol. 1
Na kompilacji wydanej 11 września 2009 znalazły się przeboje piosenki literackiej w wykonaniu artystów, takich jak: Grzegorz Turnau, Stare Dobre Małżeństwo, Wolna Grupa Bukowina, a także utwory nagrane specjalnie na tę płytę (Tomasz Wachnowski „I już”, Jurek Filar „Babie lato”, Magda Turowska „Listek”).
Na płycie znajdują się także fonograficzne debiuty Dominiki Barabas i Joanny Kondrat – laureatek wielu festiwali piosenki, m.in. Studenckiego Festiwalu Piosenki w Krakowie i OPPA w Warszawie.

### Lista utworów
lista utworów na podstawie strony www Krainy Łagodności
| 01 . | Stare Dobre Małżeństwo – „Bieszczadzkie anioły” (muz. Krzysztof Myszkowski, sł. Adam Ziemianin)              |  |
|      | |  |
| 02 . | Grzegorz Tomczak i Iwona Loranc – „Szukałem Cię wśród jabłek” (muz. i sł. Grzegorz Tomczak)                  |  |
|      | |  |
| 03 . | Grzegorz Turnau – „Naprawdę nie dzieje się nic” (muz. Grzegorz Turnau, sł. Michał Zabłocki)                  |  |
|      | |  |
| 04 . | Magda Turowska – „Listek” (muz. Bartek Skowroński, sł. Piotr Brymas)                                         |  |
|      | |  |
| 05 . | Dagmara Korona i Jarosław Wasik – „Bossanowa na odległość” (muz. Tomasz Szczepaniak, sł. Ewa Andrzejewska)   |  |
|      | |  |
| 06 . | Robert Kasprzycki – „Z ruchu moich ust” (muz. i sł. Robert Kasprzycki)                                       |  |
|      | |  |
| 07 . | Jan Kondrak i Federacja – „Ataman (Miło bracia, miło)” (muz. i sł. tradycyjne, tłumaczenie Jan Kondrak)      |  |
|      | |  |
| 08 . | Basia Stępniak-Wilk – „Dyrygentka” (muz. i sł. Basia Stępniak-Wilk)                                          |  |
|      | |  |
| 09 . | Dominika Barabas – „A gdyby Bóg” (muz. i sł. Dominika Barabas)                                               |  |
|      | |  |
| 10 . | Piotr Woźniak – „Przyjście” (muz. Piotr Woźniak, sł. Leopold Staff)                                          |  |
|      | |  |
| 11 . | Wolna Grupa Bukowina – „Nocna piosenka o mieście” (muz. i sł. Wojciech Bellon)                               |  |
|      | |  |
| 12 . | Jurek Filar – „Babie lato” (muz. Jurek Filar, sł. Jacek Cygan)                                               |  |
|      | |  |
| 13 . | Trzy Dni Później – „Jesień” (muz. i sł. Kazik Staszewski, Olaf Deriglasoff)                                  |  |
|      | |  |
| 14 . | Joanna Kondrat – „Sny” (muz. i sł. Joanna Kondrat)                                                           |  |
|      | |  |
| 15 . | Tomek Wachnowski – „I już” (muz. i sł. Tomek Wachnowski)                                                     |  |
|      | |  |
| 16 . | Zespół Reprezentacyjny – „Jestem mały miś” (muz. i sł. Georges Brassens, tłumaczenie Jarosław Gugała)        |  |
|      | |  |
| 17 . | Bez Jacka – „Zatańcz ze mną (Polanka)” (muz. Zbigniew Stefański, Jarosław Chrząstek, sł. Zbigniew Stefański) |  |
|      | |  |
| 18 . | Tricolor – „Ocalić od zapomnienia” (muz. Marek Grechuta, sł. Konstanty Ildefons Gałczyński)                  |  |
|      | |  |

### Twórcy
- Redakcja kompilacji: Magda Turowska
- Projekt graficzny okładki: Krzysztof Koszewski
- Mastering: Grzegorz Piwkowski

## W stronę Krainy Łagodności – vol. 2
Drugi album z serii W stronę Krainy Łagodności ukazał się 4 lipca 2011.
lista utworów na podstawie strony www Warner Music Poland.
| 01 . | Elżbieta Adamiak i Adam Nowak – „Trwaj chwilo, trwaj”        |  |
|      |                                                              |  |
| 02 . | Łukasz Jemioła – „Gdy dziewczyna idzie spać”                 |  |
|      |                                                              |  |
| 03 . | Stare Dobre Małżeństwo – „Zbieg okoliczności łagodzących”    |  |
|      |                                                              |  |
| 04 . | Chwila Nieuwagi – „A kiedy mi przyjdzie”                     |  |
|      |                                                              |  |
| 05 . | Wolna Grupa Bukowina – „Rzeka”                               |  |
|      |                                                              |  |
| 06 . | Raz, Dwa, Trzy – „Jeszcze w zielone gramy”                   |  |
|      |                                                              |  |
| 07 . | Małgorzata Wojciechowska – „Kujawiak żałobny”                |  |
|      |                                                              |  |
| 08 . | Grzegorz Turnau – „Znów wędrujemy”                           |  |
|      |                                                              |  |
| 09 . | Marcin Różycki – „Kiedy Cię nie ma”                          |  |
|      |                                                              |  |
| 10 . | Antonina Krzysztoń – „Pocałunki”                             |  |
|      |                                                              |  |
| 11 . | Lena Piękniewska – „Odchodząc”                               |  |
|      |                                                              |  |
| 12 . | Dagmara Korona i Magda Turowska – „I tak dobrze”             |  |
|      |                                                              |  |
| 13 . | Martyna Jakubowicz i Żona Lota – „Ten wieczór spędzę w domu” |  |
|      |                                                              |  |
| 14 . | Julia Mikołajczak – „To jest takie krępujące”                |  |
|      |                                                              |  |
| 15 . | Jarosław Wasik – „Jak wrócę”                                 |  |
|      |                                                              |  |
| 16 . | Robert Kasprzycki i Janusz Radek – „Zielone szkiełko”        |  |
|      |                                                              |  |
| 17 . | oNieboLepiej – „Nie piszę bloga” (Radio Edit)                |  |
|      |                                                              |  |